# Caecilia atelolepis
Caecilia atelolepis — вид безногих земноводних родини черв'яг (Caeciliidae). Описаний у 2023 році. Ендемік Колумбії. Мешкає у горах Кордильєра-Орієнталь.